# Mottie la marmotte
Mottie la marmotte est une série de bande dessinée franco-belge animalière et humoristique, créée en  1956 par Jo Angenot, dont René Goscinny écrira le texte pour quatre histoires.

## Naissance de la série
René Goscinny est embauché en 1956 par André Fernez, rédacteur en chef du Journal de Tintin, pour y écrire des scénarios de bande dessinée. Dans les premiers temps, Goscinny doit écrire les textes des dessins animés en Tintincolor en collaboration avec plusieurs dessinateurs : Albert Weinberg, Tibet, Noël Bissot et Jo Angenot.
C'est pour ce dernier dessinateur que René Goscinny écrira quatre histoires de Mottie la marmotte, série créée par Angenot en 1956.

## Synopsis
La série raconte l'histoire d'une marmotte, Mottie, qui essaye d'échapper à la gourmandise du renard Panache. Elle réussit toujours à s'en sortir grâce à sa ruse.

## Histoires
La série comporte onze histoires différentes :
Textes et dessins d'Angenot :
- Les aventures de Mottie la marmotte (Tintin Belge, no 21/56)
- Mottie et le panier d'œufs (Tintin Belge, no 26/56)
- Mottie infirmière (Tintin Belge, no 30/56)
- Mottie garde-chasse (Tintin Belge, no 36/56)
- Mottie et les orchidées (Tintin Belge, no 47/56)
- Le melon de Mottie (Tintin Belge, no 15/57)
- Mottie et la semaine de bonté (Tintin Belge, no 19/57)

Textes de Goscinny et dessins d'Angenot :
- Mottie à la rescousse (Tintin Belge, no 50/56)
- Mottie et le cousin de Panache (Tintin Belge, no 5/57)
- Mottie passe à l'attaque ! (Tintin Belge, no 9/57)
- Mottie et l'inondation (Tintin Belge, no 13/57)

Seules, ces trois dernières histoires sont publiées dans le tome I des Archives Goscinny.

## Personnages
- Mottie, marmotte et héroïne de la série ;

- Panache, renard et ennemi de Mottie ;
- Lapino, lapin et meilleur ami de Mottie ;
- Museau, renard et cousin de Panache.

## Publications
- Journal de Tintin (édition belge), 1956 et 1957.
- Les Archives Goscinny, Tome I, Vents d'Ouest, 1998.

## Sources
- Les Archives Goscinny, Tome I, Vents d'Ouest, 1998.
- Le Dictionnaire Goscinny, JC Lattès, 2003.
- « "Mottie" dans le journal Tintin édition belge », sur bdoubliees.com (consulté le 25 décembre 2015)